# Trescore Balneario
Trescore Balneario é uma comuna italiana da região da Lombardia, província de Bérgamo, com cerca de 7.967 habitantes. Estende-se por uma área de 13 km², tendo uma densidade populacional de 613 hab/km². Faz fronteira com Albino, Carobbio degli Angeli, Cenate Sopra, Cenate Sotto, Credaro, Entratico, Gandosso, Gorlago, Luzzana, San Paolo d'Argon, Zandobbio.

## Demografia
| Variação demográfica do município entre 1861 e 2011                               |
|                                                                                   |
| Fonte: Istituto Nazionale di Statistica (ISTAT) - Elaboração gráfica da Wikipedia |